# Griffe (cinéma)
Pour les articles homonymes, voir Griffe.

Fonctionnement d'une griffe de cinéma.

Dans une caméra, la griffe est une pièce du mécanisme permettant de faire défiler le film de façon saccadée. Introduite dans une perforation, la griffe « accroche » le film et le fait descendre d'une image pendant la fermeture de l'obturateur. Classiquement, pour réaliser la projection du film, ce mouvement se répète de 12 à 24 fois par seconde (selon les époques et selon les formats de films<).
Certains modèles de projecteurs utilisent également un système d'entraînement à griffe (voir par exemple cette image).

Principe du mécanisme permettant l'entraînement par intermittence.

Du point de vue du mécanisme, lorsque la griffe n'est pas mue par un système à cames (cas des caméras et projecteurs Lumière), elle est souvent mue par un mécanisme à quatre barres :
- une des barres, la manivelle, est entraînée en rotation continue ;
- la griffe est portée par une autre barre ; elle pénètre une perforation du film et l'entraîne ; puis cette griffe se retire de la perforation et termine sa boucle pour reprendre sa place initiale.